# Kotakulon (Sumedang Selatan)
Kotakulon is een bestuurslaag in het regentschap Sumedang van de provincie West-Java, Indonesië. Kotakulon telt 11.278 inwoners (volkstelling 2010).